# 12 Eskadra Atomowych Okrętów Podwodnych
12 Eskadra Atomowych Okrętów Podwodnych – morski związek operacyjny Sił Zbrojnych Federacji Rosyjskiej w strukturach Floty Północnej.
Do 2000 atomowe okręty podwodne Sił Zbrojnych Federacji Rosyjskiej zgrupowane były w pięciu flotyllach okrętów. W 2001, w miejsce flotylli, zorganizowano trzy eskadry atomowych okrętów podwodnych, w tym 12 Eskadrę z dowództwem w Gadżyjewie.

## Struktura organizacyjna
Organizacja w 2008
| Nazwa jednostki                         | Garnizon  |
| --------------------------------------- | --------- |
| dowództwo eskadry                       | Gadżyjewo |
| 24 Dywizja Atomowych Okrętów Podwodnych | Gadżyjewo |
| 31 Dywizja Atomowych Okrętów Podwodnych | Gadżyjewo |
| 18 Dywizja Atomowych Okrętów Podwodnych | Nerpicha  |